# (3113) Chizhevskij
(3113) Chizhevskij es un asteroide perteneciente al cinturón de asteroides, descubierto el 1 de septiembre de 1978 por Nikolái Stepánovich Chernyj desde el Observatorio Astrofísico de Crimea (República de Crimea).

## Designación y nombre
Designado provisionalmente como 1978 RO. Fue nombrado Chizhevskij en honor al biofísico ruso Alexander Chizhevsky.